# Matías Franco Descotte
Matías Franco Descotte (nacido el 29 de agosto de 1994) es un tenista argentino.
Descotte tiene un ranking ATP individual de 285, el más alto de su carrera, alcanzado el 12 de agosto de 2019. También tiene un ranking de dobles alto en su carrera de 252 logrado el 29 de julio de 2019.
Descotte ha ganado 1 título de singles ATP Challenger en el Abierto de Morelos 2019.

## Finales de Challenger y Futures

### Individuales: 13 (6 títulos – 7 subcampeonatos)
| Torneo (singles)          |
| ------------------------- |
| ATP Challenger Tour (1-0) |
| ITF Futures Tour (5–7)    |

| Títulos por superficie |
| ---------------------- |
| Dura (5–7)             |
| Arcilla (1–0)          |
| Césped (0–0)           |
| Carpeta (0–0)          |

| Resultado | N.º | Fecha           | Torneo                 | Nivel             | Superficie | Adversario                 | Puntaje             |
| --------- | --- | --------------- | ---------------------- | ----------------- | ---------- | -------------------------- | ------------------- |
| Pérdida   | 0–1 | abril 2017      | Israel F3, Tel Aviv    | Futures           | Dura       | Edan Leshem                | 4–6, 1–6            |
| Pérdida   | 0–2 | octubre 2017    | Israel F14, Kiryat Gat | Futures           | Dura       | Cristobal Heyman           | 3–6, 7–6 (7–5), 2–6 |
| Pérdida   | 0–3 | mayo 2018       | Israel F5, Akko        | Futures           | Dura       | Peter Kobelt               | 3–6, 2–6            |
| Pérdida   | 0–4 | mayo 2018       | Israel F6, Sajur       | Futures           | Dura       | Peter Kobelt               | 2–6, 6–4, 3–6       |
| Victoria  | 1–4 | junio 2018      | Zimbabue F2, Harare    | Futures           | Dura       | Isaac Stoute               | 6–2, 7–5            |
| Victoria  | 2–4 | septiembre 2018 | Bolivia F2, Santa Cruz | Futures           | Arcilla    | Federico Zeballos          | 6–3, 1–6, 6–4       |
| Pérdida   | 2–5 | octubre 2018    | Israel F13, Ascalón    | Futures           | Dura       | Ben Patael                 | 4–6, 2–6            |
| Victoria  | 3–5 | noviembre 2018  | Mozambique F1, Maputo  | Futures           | Dura       | Benjamin Lock              | 7–6 (8–6), 6–2      |
| Victoria  | 4–5 | noviembre 2018  | Mozambique F2, Maputo  | Futures           | Dura       | Benjamin Lock              | 6–2, 6–3            |
| Victoria  | 5–5 | febrero 2019    | Morelos, México        | Challenger        | Dura       | Gonzalo Escobar            | 6–1, 6–4            |
| Pérdida   | 5–6 | octubre 2020    | M15 Monastir, Túnez    | World Tennis Tour | Dura       | Laurynas Grigelis          | 3–6, 4–6            |
| Pérdida   | 5–7 | julio 2021      | M15 Monastir, Túnez    | World Tennis Tour | Dura       | Santiago Rodríguez Taverna | 4–6, 6–3, 5–7       |
| Victoria  | 6–7 | octubre 2021    | M15 Cancún, México     | World Tennis Tour | Dura       | Victor Lilov               | 7–5, 6–4            |

### Dobles: 22 (9 títulos - 13 subcampeonatos)
| Torneo (dobles)           |
| ------------------------- |
| ATP Challenger Tour (1-3) |
| ITF Futures Tour (8-11)   |

| Títulos por superficie |
| ---------------------- |
| Dura (6–6)             |
| Arcilla (3–8)          |
| Césped (0–0)           |
| Carpeta (0–0)          |

| Resultado | N.º  | Fecha           | Torneo                             | Nivel             | Superficie | Compañero                     | Adversarios                                     | Puntaje               |
| --------- | ---- | --------------- | ---------------------------------- | ----------------- | ---------- | ----------------------------- | ----------------------------------------------- | --------------------- |
| Pérdida   | 0–1  | mayo 2014       | Israel F6, Akko                    | Futures           | Dura       | Gustavo Guerses               | Sam Barry Evan Song                             | 2–6, 0–6              |
| Victoria  | 1–1  | septiembre 2014 | Argentina F16, Santiago del Estero | Futures           | Arcilla    | Gonzalo Villanueva            | Juan Manuel Matute Mauricio Pérez Mota          | 4–6, 6–4, [10–1]      |
| Pérdida   | 1–2  | mayo 2015       | Algeria F1, Oran                   | Futures           | Arcilla    | Matías Castro                 | Halit Berke Mangaloğlu David Pérez Sanz         | 7–5, 2–6, [4–10]      |
| Pérdida   | 1–3  | octubre 2016    | Ecuador F1, Quito                  | Futures           | Arcilla    | Raleigh Smith                 | Rafael Matos João Menezes                       | 1–6, 4–6              |
| Victoria  | 2–3  | abril 2017      | Israel F3, Tel Aviv                | Futures           | Dura       | Juan Carlos Sáez              | Gábor Borsos Viktor Filipenkó                   | 6–4, 6–4              |
| Victoria  | 3–3  | abril 2017      | Israel F4, Ramat Gan               | Futures           | Dura       | Hugo Voljacques               | Ram Kapach Yasha Zemel                          | 6–3, 6–4              |
| Pérdida   | 3–4  | mayo 2017       | Israel F7, Herzlia                 | Futures           | Dura       | Dekel Bar                     | Antoine Bellier Albano Olivetti                 | 6–7(1–7), 4–6         |
| Pérdida   | 3–5  | agosto 2017     | Finland F1, Kaarina                | Futures           | Arcilla    | Milos Sekulic                 | Vladimir Polyakov Alexander Vasilenko           | 4–6, 5–7              |
| Pérdida   | 3–6  | agosto 2017     | Finland F2, Hyvinkää               | Futures           | Arcilla    | Vladimir Ivanov               | Daniel Appelgren Linus Frost                    | 4–6, 3–6              |
| Pérdida   | 3–7  | octubre 2017    | Israel F14, Kiryat Gat             | Futures           | Dura       | Hugo Voljacques               | Richard Gabb Luke Johnson                       | 4–6, 6–7(2–7)         |
| Victoria  | 4–7  | noviembre 2017  | Chile F1, Curicó                   | Futures           | Arcilla    | Alejandro Tabilo              | Mariano Kestelboim Matías Zukas                 | 6–2, 6–3              |
| Pérdida   | 4–8  | mayo 2018       | Israel F5, Akko                    | Futures           | Dura       | Michael Zhu                   | Johannes Härteis Clément Larrière               | 4–6, 7–6(7–5), [6–10] |
| Victoria  | 5–8  | mayo 2018       | Israel F6, Sajur                   | Futures           | Dura       | Connor Farren                 | Ram Kapach Ori Maior                            | 6–4, 6–3              |
| Pérdida   | 5–9  | junio 2018      | USA F14, Búfalo (Nueva York)       | Futures           | Arcilla    | Eduardo Agustín Torre         | Alejandro Gómez Lucas Gómez                     | 3–6, 4–6              |
| Pérdida   | 5–10 | agosto 2018     | Segovia, España                    | Challenger        | Dura       | João Monteiro                 | Andrés Artuñedo Martínavarro David Pérez Sanz   | 7–6(7–3), 3–6, [6–10] |
| Victoria  | 6–10 | octubre 2018    | Israel F12, Herzlia                | Futures           | Dura       | Luca Castelnuovo              | Alon Elia Julius Tverijonas                     | 1–6, 6–2, [10–7]      |
| Victoria  | 7–10 | octubre 2018    | Israel F14, Meitar                 | Futures           | Dura       | Francesco Ferrari             | Luca Castelnuovo Baptiste Crepatte              | 7–5, 7–6(8–6)         |
| Victoria  | 8–10 | junio 2019      | Little Rock, Estados Unidos        | Challenger        | Dura       | Orlando Luz                   | Treat Conrad Huey Max Schnur                    | 7–5, 1–6, [12–10]     |
| Victoria  | 9–10 | septiembre 2019 | M15 Buenos Aires                   | World Tennis Tour | Arcilla    | Bastián Malla                 | Maximiliano Estevez Federico Zeballos           | 3–6, 6–4, [10–7]      |
| Pérdida   | 9–11 | septiembre 2020 | M15 Monastir                       | World Tennis Tour | Dura       | Thiago Tirante                | Aristotelis Thanos Petros Tsitsipas             | 3–6, 4–6              |
| Pérdida   | 9–12 | enero 2022      | Buenos Aires, Argentina            | Challenger        | Arcilla    | Facundo Díaz Acosta           | Conner Huertas del Pino Mats Rosenkranz         | 5-6 ret.              |
| Pérdida   | 9–13 | junio 2022      | Buenos Aires, Argentina            | Challenger        | Arcilla    | Alejo Lorenzo Lingua Lavallén | Arklon Huertas del Pino Conner Huertas del Pino | 5-7, 6-4, [9-11]      |
| Pérdida   | 9–14 | agosto 2022     | M25 Guayaquil, Ecuador             | World Tennis Tour | Arcilla    | Leonardo Aboian               | Andrés Andrade Tristan McCormick                | 6–7(9), 6–7(2)        |